# Burgstall Ödschloss
Der Burgstall Ödschloss ist eine abgegangene Gipfelburg auf einem Gipfelplateau 571 m ü. NHN 2800 m nordnordwestlich des Ortes Waffenbrunn im oberpfälzischen Landkreis Cham in Bayern. Die Anlage wird als Bodendenkmal unter der Aktennummer D-3-6741-0069 als „mittelalterlicher Burgstall“ geführt. 

## Geschichte und Anlage
Der einstige Namen der sehr exponiert und abgelegen errichteten Burg mit weitem Blick ins Regental ist nicht bekannt. Vermutlich geht die Erbauung der Burg auf die Donnersteiner zu Darstein aus dem 13. bis 14. Jahrhundert zurück und wurde schon früh wieder aufgegeben. Um 1930 wurden die noch vorhandenen Mauerreste durch Steinbruch entfernt.
Die ehemalige rechteckige 50 mal 20 Meter große Burganlage lässt keinen Burggraben erkennen. In der Nordwestecke finden sich noch Reste der Ringmauer. Im östlichen Teil weisen Hügel noch auf ehemalige Gebäude hin. 